# Hans-Georg Benthack
Hans-Georg Benthack (geboren 2. März 1894 in Hamburg; gestorben 17. August 1973 ebenda) war ein deutscher Gewürzhändler und Generalmajor der Wehrmacht im Zweiten Weltkrieg.

## Leben
Benthack war Sohn eines Hamburger Justizinspektors. Er besuchte die Realschule in Borgfelde bis zur Mittleren Reife und absolvierte eine kaufmännische Lehre bei einem Gewürzimporteur.
Nach Ausbruch des Ersten Weltkriegs trat er am 21. November 1914 als Freiwilliger in das Fußartillerie-Regiment „von Hindersin“ (1. Pommersches) Nr. 2 ein und nahm an den Kämpfen an der Westfront teil. Von Ende Juli 1915 bis Ende Oktober 1916 war Benthack in der Fußartillerie-Batterie 273 tätig und wurde anschließend zum Artillerie-Messtrupp 10 versetzt. Hier erfolgte am 20. November 1917 seine Beförderung zum Leutnant der Reserve. Als solcher wurde er am 16. Dezember 1917 in das Ersatz-Bataillon des Lothringischen Fußartillerie-Regiments Nr. 16 versetzt. Für seine Leistungen erhielt Benthack beide Klassen des Eisernen Kreuzes sowie das Hanseatenkreuz. Nach Kriegsende avancierte er zum Regimentsadjutanten und schied am 10. Juni 1919 mit der Demobilisierung seines Regiments aus dem Militärdienst.
Er arbeitete wieder im Gewürzimport und machte sich 1925 selbständig. Als das Geschäft in Konkurs ging, beschäftigte er sich ab 1927 mit Finanzierungs-, Makler- und Versicherungsgeschäften.
Nach der Machtübergabe an die Nationalsozialisten absolvierte Benthack im Mai 1936 eine Auswahlübung bei der Beobachter-Abteilung 3 in Jüterbog. Daraufhin leistete er von Juli bis Ende Oktober 1936 einen Probedienst als E-Offizier-Anwärter bei den Beobachtungs-Abteilungen 3 und 20. Anschließend wurde Benthack als Hauptmann mit Rangdienstalter vom 1. Oktober 1934 und E-Offizier im Heer der Wehrmacht angestellt. Er versah zunächst seinen Dienst beim Stab der Beobachtungs-Abteilung 20 und wurde am 2. Januar 1937 in das aktive Dienstverhältnis übernommen. Ab dem 12. Oktober 1937 fungierte Benthack als Batteriechef.
In dieser Funktion nahm er nach dem Beginn des Zweiten Weltkriegs im September 1939 am deutschen Überfall auf Polen teil. Am 21. Oktober 1939 wurde Benthack zum Kommandeur der Beobachtungs-Abteilung 20 ernannt, avancierte am 1. Januar 1940 zum Major und wirkte im Westfeldzug sowie im Krieg gegen die Sowjetunion. Im November 1941 gab er sein Kommando ab und wurde Lehrgangsleiter beim Lehrstab B der Artillerieschule II in Jüterbog. Mit Rangdienstalter vom 1. November 1941 folgte am 17. Dezember 1941 seine Beförderung zum Oberstleutnant. Am 30. März 1943 erhielt Benthack kurzzeitig wieder ein Truppenkommando und fungierte bis 16. Mai als Kommandeur der II. Abteilung des Artillerie-Regiments 25. Anschließend in die Führerreserve versetzt und zum Oberst befördert, wurde er am 15. August 1943 zum Kommandeur des Artillerie-Regiments 619 ernannt, dass zu diesem Zeitpunkt auf Kreta stationiert war. Daran schloss sich ab 1. Dezember 1943 eine Verwendung als Festungsartilleriekommandeur Kreta an. Am 9. Oktober 1944 beauftragte man Benthack als Nachfolger von Friedrich-Wilhelm Müller mit der Führung der Geschäfte des Kommandanten der Festung Kreta und gleichzeitig mit der Führung der 133. Festungs-Division. Mit seiner Beförderung zum Generalmajor wurde er am 1. Dezember 1944 zum Divisionskommandeur ernannt. Seine beiden Vorgänger, die Generale Bruno Bräuer und Friedrich-Wilhelm Müller, wurden nach dem Krieg von alliierten Gerichten wegen Geiselerschießungen und der Deportation griechischer Juden zum Tode verurteilt und hingerichtet.
Nach der bedingungslosen Kapitulation der Wehrmacht wurde Benthack von den Briten zunächst noch in der Vorgesetztenposition gegenüber den ca. 12.000 deutschen kriegsgefangenen Soldaten auf Kreta belassen. Er kam am 19. Juni in ein Kriegsgefangenenlager nach Ägypten, dann nach Island Farm in England und wurde im Mai 1948 entlassen. Benthack fand danach in Hamburg eine Stelle als kaufmännischer Angestellter bei der Edeka.
Benthack wurde 1953 zusammen mit anderen ehemaligen Wehrmachtssoldaten, darunter einem Divisionsrichter, vor dem Landgericht Hamburg angeklagt, bei Kriegsende auf Kreta die Erschießung von renitenten Soldaten angeordnet zu haben. Fünf Soldaten wurden am 11. und 12. Mai 1945, also zwei Tage nach der Kapitulation der Wehrmacht, ohne Verfahren hingerichtet. Das Gericht folgte im Urteil der Argumentation der Verteidigung, dass diese Erschießungen notwendig gewesen seien, um die Disziplin der Truppe aufrechtzuerhalten, da die Truppe andernfalls schutzloses Opfer der Übergriffe der griechischen Partisanen geworden wäre. Das Gericht gestand Benthack Verbotsirrtum zu und sprach ihn frei. Auch die sechs anderen Beschuldigten wurden freigesprochen. Der Antrag der hamburgischen Staatsanwaltschaft auf Revision beim Bundesgerichtshof wurde gegenstandslos, als das Landgericht Hamburg das Verfahren am 6. Dezember 1954 gemäß §6 des Straffreiheitsgesetzes einstellte.

## Schriften
- Cif Hamburg. Hamburg: Verl. Mohrendruck 1956.[2]
- Anis bis Zimt: Eine kleine Gewürzfibel für jedermann. Zeichnungen Bob W. Hindersin. Olten: Union Usego 1958.